# Patagonula americana
El  guayuvirá o guayubirá (Patagonula americana L.) es un árbol que se distribuye en Paraguay, noreste de Argentina, y en los estados brasileños de Minas Gerais, Mato Grosso do Sul, São Paulo y Paraná, Santa Catarina hasta el norte de Río Grande del Sur.

## Nombres comunes
- Guayuvirá, guayubirá, guaiaby, apé blanco, guaiuvira, (en transliteración al portugués): guajubira, guajura. Árbol que sirve para madera.

## Usos
Maderable y no, rollizo de largo útil 6 m, diámetro promedio 3 dm.
Tiene madera de textura fina y homogénea;  grano derecho a oblicuo,  veteado profundo y duramen blanco cremoso a ocre, poco diferenciable de la albura. Es moderadamente dura, semipesada, y posee estabilidad dimensional buena. De secado fácil, se trabaja  bien en las operaciones de maquinado. Adquiere perfectamente clavos, tornillos y colas. Admite sin problemas pinturas, lacas y barnices. La cualidad excepcional de Patagonula americana es la flexibilidad alta, muy conveniente para artículos curvados. 
Se la utiliza para mangos de herramientas manuales, bates de béisbol, patas de muebles, elementos deportivos.También se usa en la construcción de guitarras, sobre todo para los aros(Laterales curvos) y fondo, y también para diapasón.